# Mirko Deanović
Mirko Deanović  (* 13. Mai 1890; † 16. Juni 1984) war ein jugoslawischer Romanist.

## Leben
Deanović promovierte 1913 an der Universität Wien mit der Arbeit Die Übersetzungen des Antun Gleđević. Er wurde Professor an der Universität Zagreb und begründete die kroatische Italianistik. Auf ihn folgte sein Schüler Josip Jernej.
Deanović hatte 1937 die Idee eines mediterranen Sprachatlas, dessen Planung 1956 begann (mit Gianfranco Folena). Zwischen 1959 und 1972 wurden in 165 Küstenorten 850 maritime Termini phonetisch transkribiert. Von 1959 bis 1993 erschien das Bollettino dell’Atlante linguistico mediterraneo (ALM). 1959 brachte Deanović auch die Idee eines slawischen Sprachatlas des Balkans (ALB) ins Spiel.
Deanović war Mitglied der Kroatischen Akademie der Wissenschaften und Künste sowie der Slowenischen Akademie der Wissenschaften und Künste.

## Werke
- (Hrsg. mit Ante Petravić) Antologija savremene jugoslovenske lirike, Split 1922
- Odrazi talijanske akademije "degli arcadi" preko jadrana, Zagreb 1934
- Talijansko-hrvatski rjecnik [Italienisch-Kroatisches Wörterbuch], Zagreb 1942, 1948 (31+828 Seiten)
- Anciens contacts entre la France et Raguse, Zagreb 1950
- Avviamento allo studio del dialetto di Rovigno d'Istria. Grammatica. Testi. Glossario, Zagreb 1954
- (mit Jean Dayre und Rudolf Maixner)  Dictionnaire serbocroate-français/Hrvatskosrpsko-francuski rječnik [Serbokroatisch-Französisches Wörterbuch],  Zagreb 1956 (948 Seiten); 1996 (960 Seiten)
- (mit Josip Jernej) Hrvatskosrpsko-talijanski rječnik/Vocabolario croato-serbo italiano  [Serbokroatisch-Italienisches Wörterbuch], Zagreb 1956 (1168 Seiten); 9. Auflage 1994 (1134 Seiten)
- (mit Josip Jernej) Rječnik talijansko-hrvatskosrpski / Vocabolario italiano-croatoserbo [Italienisch-Serbokroatisches Wörterbuch], Zagreb 1960 (914 Seiten); 14. Auflage 2002 (1093 Seiten)
- (Mitarbeiter) Petar Skok, Dictionnaire étymologique de la langue croate ou serbe, 4 Bde., Zagreb 1971–1974